# Amazophrynella
Az  Amazophrynella a kétéltűek (Amphibia) osztályába, a békák (Anura) rendjébe és a varangyfélék (Bufonidae) családjába tartozó nem.

## Előfordulásuk
A nembe tartozó fajok Venezuelában, Kolumbiában, Ecuadorban, Peruban, Bolíviában, Brazíliában, és Guyanában honosak.

## Rendszerezés
A nembe az alábbi 4 faj tartozik:
- Amazophrynella amazonicola Rojas, Carvalho, Ávila, Farias, Gordo & Hrbek, 2015
- Amazophrynella bilinguis Kaefer, Rojas-Zamora, Ferrão, Farias & Lima, 2019
- Amazophrynella bokermanni (Izecksohn, 1994)
- Amazophrynella gardai Mângia, Koroiva & Santana, 2020
- Amazophrynella javierbustamantei Rojas-Zamora, Chaparro, Carvalho, Ávila, Farias, Hrbek & Gordo, 2016
- Amazophrynella manaos Rojas, Carvalho, Ávila, Farias & Hrbek, 2014
- Amazophrynella matses Rojas, Carvalho, Ávila, Farias, Gordo & Hrbek, 2015
- Amazophrynella minuta (Melin, 1941)
- Amazophrynella moisesii Rojas-Zamora, Fouquet, Ron, Hernández-Ruz, Melo-Sampaio, Chaparro, Vogt, Carvalho, Pinheiro, Ávila, Farias, Gordo & Hrbek, 2018
- Amazophrynella siona Rojas-Zamora, Fouquet, Ron, Hernández-Ruz, Melo-Sampaio, Chaparro, Vogt, Carvalho, Pinheiro, Ávila, Farias, Gordo & Hrbek, 2018
- Amazophrynella teko Rojas-Zamora, Fouquet, Ron, Hernández-Ruz, Melo-Sampaio, Chaparro, Vogt, Carvalho, Pinheiro, Ávila, Farias, Gordo & Hrbek, 2018
- Amazophrynella vote Ávila, Carvalho, Gordo, Kawashita-Ribeiro & Morais, 2012
- Amazophrynella xinguensis Rojas-Zamora, Fouquet, Ron, Hernández-Ruz, Melo-Sampaio, Chaparro, Vogt, Carvalho, Pinheiro, Ávila, Farias, Gordo & Hrbek, 2018